# Quim Monzó
Joaquim Monzó Gómez, más conocido como Quim Monzó (Barcelona, 24 de marzo de 1952) es un narrador y periodista español. Escribe fundamentalmente en lengua catalana.

## Biografía
Es hijo de padre catalán y madre granadina, más concretamente de Huéscar. Empezó a publicar reportajes a principios de los años 1970. Su primera novela apareció en 1976. Pasó el año 1982 becado en Nueva York por la Fundació Congrés de Cultura Catalana. Ha publicado un buen número de novelas, cuentos y recopilaciones de artículos, ha sido traducido a más de veinte idiomas y ha ganado diversos premios literarios. Sus colaboraciones en Catalunya Ràdio, TV3 y RAC1 desde los años 1980 han contribuido a hacerlo uno de los autores catalanes más populares. A principios de los años 1970 escribió reportajes sobre Vietnam, Camboya, Irlanda del Norte y el África del Índico en Tele/eXprés. Ha colaborado en diversos diarios, y actualmente publica cada día una columna en el diario La Vanguardia. Tiene múltiples tics como consecuencia del síndrome Gilles de la Tourette, así como de un trastorno obsesivo-compulsivo.
Escribió y leyó el discurso inaugural, en forma de cuento, de la Feria del Libro de Fráncfort en 2007, cuando la cultura catalana fue la invitada. 
Desde diciembre de 2009 a abril de 2010 tuvo lugar en la sala Arts Santa Mónica de Barcelona una gran exposición retrospectiva sobre su vida y su obra, que llevaba por título Monzó.

## Obras

### Narrativa
- 1976, L'udol del griso al caire de les clavegueres
- 1977, Self Service en colaboración con Biel Mesquida
- 1978, Uf, va dir ell
- 1980, Olivetti, Moulinex, Chaffoteaux et Maury
- 1981, Melocotón de manzana (Anagrama; antología en español de Uf, va dir ell y Olivetti, Moulinex, Chaffoteaux et Maury)
- 1983, Benzina (Gasolina, 1984, Anagrama)
- 1985, L'illa de Maians (La isla de Maians, 1987, Anagrama)
- 1989, La magnitud de la tragèdia (La magnitud de la tragedia, 1990, Anagrama)
- 1993, El perquè de tot plegat (El porqué de las cosas, 1994, Anagrama)
- 1996, Guadalajara (Guadalajara, 1997, Anagrama)
- 1999, Vuitanta-sis contes (Ochenta y seis cuentos, 2000, Anagrama)
- 2001, El millor dels mons (El mejor de los mundos, 2002, Anagrama)
- 2003, Tres Nadals (Tres Navidades, 2003, Acantilado)
- 2004, Splassshf (antología en español)
- 2007, Mil cretins (Mil cretinos, 2008, Anagrama)

### Recopilaciones de artículos
- 1984, El dia del senyor
- 1987, Zzzzzzzz
- 1990, La maleta turca
- 1991, Hotel Intercontinental
- 1998, No plantaré cap arbre
- 1998, Del tot indefens davant dels hostils imperis alienígenes
- 2000, Tot és mentida
- 2003, El tema del tema (2003, El tema del tema, Acantilado)
- 2004, Catorze ciutats comptant-hi Brooklyn (2004, Catorce ciudades contando Brooklyn, Acantilado)
- 2010, Esplendor i glòria de la Internacional Papanates (2010, Esplendor y gloria de la Internacional Papanatas, Acantilado)
- 2017, Taula i barra. Diccionari de menjar i beure

## Premios
- 2000, Premio Nacional de Literatura de la Generalidad de Cataluña
- 2018, Premio de Honor de las Letras Catalanas
- 1993, Premio Ciudad de Barcelona de narrativa
- 1976, Premio Prudenci Bertrana de novela
- 1989, Premio El Temps de novela
- 2000, Premio Lletra d'Or
- 2002, Premio de los Escritores Catalanes
- 2008, Premio María Ángels Anglada
- 2007, Premio Trayectoria
- 1997, Premio de la Crítica que otorga Serra d'Or, en cuatro ocasiones (1981, 1986, 1994)